# لويز تومسون
لويز تومسون (بالإنجليزية: Louise Thompson)‏ هي مشاركة تلفزيون الواقع ‏ بريطانية، ولدت في 26 مارس 1990.